# Katoro
Katoro (italsky Catoro) je malá, téměř zaniklá vesnička a přímořské letovisko v Chorvatsku v Istrijské župě, spadající pod opčinu města Umag. Nachází se asi 1,3 km severozápadně od Umagu. V roce 2011 zde žilo pouze 19 stálých obyvatel, což je nárůst oproti roku 2001, kdy zde žilo 14 obyvatel v 5 domech. Do roku 2001 patřilo Katoro pod vesnici Zambratija.
Sousedními vesnicemi jsou Monterol a Zambratija.